# The Holdovers
The Holdovers er en amerikansk film fra 2023 af Alexander Payne.

## Medvirkende
- Paul Giamatti som Paul Hunham
- Dominic Sessa som Angus Tully
- Da'Vine Joy Randolph som Mary Lamb
- Carrie Preston som Miss Lydia Crane
- Brady Hepner som Teddy Kountze
- Ian Dolley som Alex Ollerman
- Jim Kaplan som Ye-Joon Park